# Naturschutzgebiet Ruhr bei Olsberg
Das Naturschutzgebiet Ruhr bei Olsberg mit einer Größe von 8,1 ha liegt westlich Olsberg bis zur Stadtgrenze im Hochsauerlandkreis. Das Gebiet wurde 2004 mit dem Landschaftsplan Olsberg durch den Hochsauerlandkreis als Naturschutzgebiet (NSG) ausgewiesen. Die Ruhr im NSG stellt seit 2004 auch eine Teilfläche des Fauna-Flora-Habitat-Gebietes (FFH) Ruhr (Natura-2000-Nr. DE-4614-303) im Europäischen Schutzgebietssystem nach Natura 2000 dar.

## Gebietsbeschreibung
Beim NSG handelt es sich um Abschnitte des Ruhrtales mit Ruhr und der Flussaue zwischen Bigge und dem Gewerbegebiet von Bigge sowie unterhalb des Gewerbegebietes bis zur Landesstraße 743 mit naturbetontem bis naturnahem Flusslauf, flussbegleitenden Auengehölzen, Brachen und feuchter Auenwiese. Auch ein Steilhang an der Ruhr mit Wald auf der linken Flussseite gehört zum NSG. Das Gebiet besteht aus zwei Teilflächen. Die Ruhr im NSG ist zumeist sechs bis acht m breit, weitet sich jedoch oberhalb des Gewerbegebietes bis auf etwa 15 m Flussbreite auf.

## Pflanzenarten im NSG
Auswahl vom Landesamt für Natur, Umwelt und Verbraucherschutz Nordrhein-Westfalen dokumentierte Pflanzenarten im Gebiet: Aronstab, Echter Wurmfarn, Echtes Mädesüß, Einblütiges Perlgras, Frauenfarn, Gehörnter Sauerklee, Gewöhnliche Goldnessel, Gewöhnliche Pestwurz, Gewöhnlicher Glatthafer, Gundermann, Hain-Sternmiere, Schlangen-Knöterich, Wald-Simse, Wald-Ziest, Wald-Zwenke, Waldmeister und Weiße Hainsimse.

## Schutzzweck
Im NSG soll die Ruhr und die Aue geschützt werden. Wie bei allen Naturschutzgebieten in Deutschland wurde in der Schutzausweisung darauf hingewiesen, dass das Gebiet „wegen der Seltenheit, besonderen Eigenart und Schönheit des Gebietes“ zum Naturschutzgebiet wurde.